# Wollong (métro de Séoul)
Wollong (hangeul : 월롱 ; hanja : 月籠) est une station de passage de la ligne Gyeongui-Jungang du métro de Séoul. Elle est située au 980 Tongil-ro, Wollong-myeon, sur le territoire de la ville de Paju, au nord de Séoul dans la province Gyeonggi-do, en Corée du Sud. 
Ouverte en 1998, la station est desservie par les circulations de rames omnibus et express de la ligne Gyeongui-Jungang.

## Situation sur le réseau

Plan du réseau du métro de Séoul (2023)

Établie en surface, Wollong, est une station de passage de la ligne Gyeongui-Jungang du métro de Séoul : elle est située entre la station Paju, en direction du terminus est Munsan, et la station Geumchon, en direction du terminus est Jipyeong.

## Histoire

### Gare ferroviaire (1998-2009)
La gare de Wollong est mise en service le 17 janvier 1998 sur la ligne Gyeongui. Début juin de l'année 2000, une inondation nécessite sa fermeture, elle rouverte en mars 2001. En 2007 on construit un nouveau bâtiment, mis en service le 20 juillet 2007.

### Station de métro (depuis 2009)
Elle prend le statut de station de métro, le 1er juillet 2009, lors de l'intégration de la ligne Gyeongui dans le réseau du métro de Séoul.

## Services aux voyageurs

### Accès et accueil
La station est située au 980 Tongil-ro, Wollong-myeon. Elle dispose d'une billetterie avec des automates.

### Desserte
Wollong, dispose de deux quais (centraux) 1-2 et 3-4, seuls deux quais, équipés de portes palières, sont desservis par les circulations régulières : les rames omnibus de la ligne Gyeongui-Jungang qui parcourent l'ensemble de la ligne entre les stations terminus de Munsan et Jipyeong ; et par les rames du Jungang Express, qui circulent entre les stations Munsan et Yongmun.

Installations
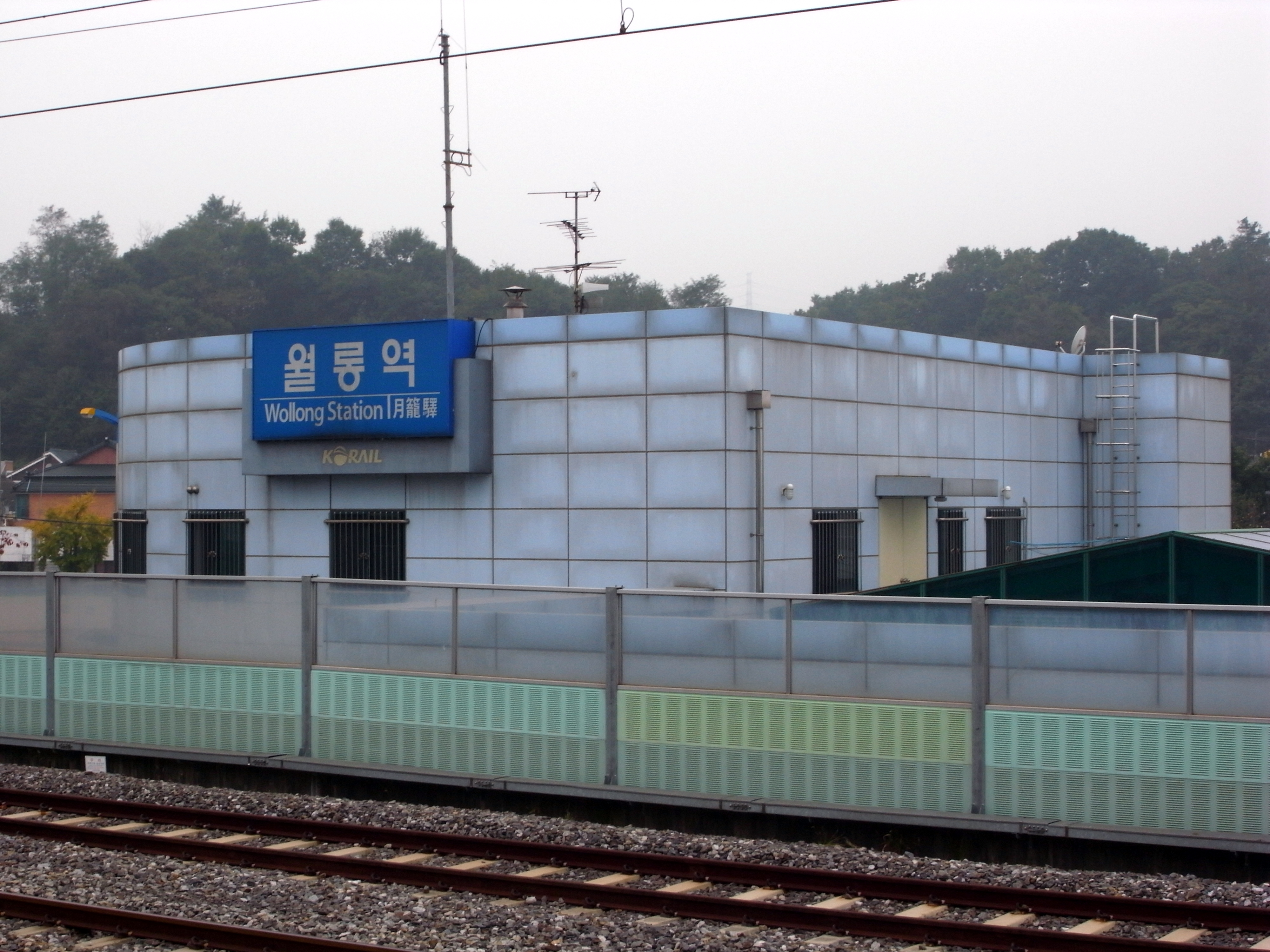
en 2010.
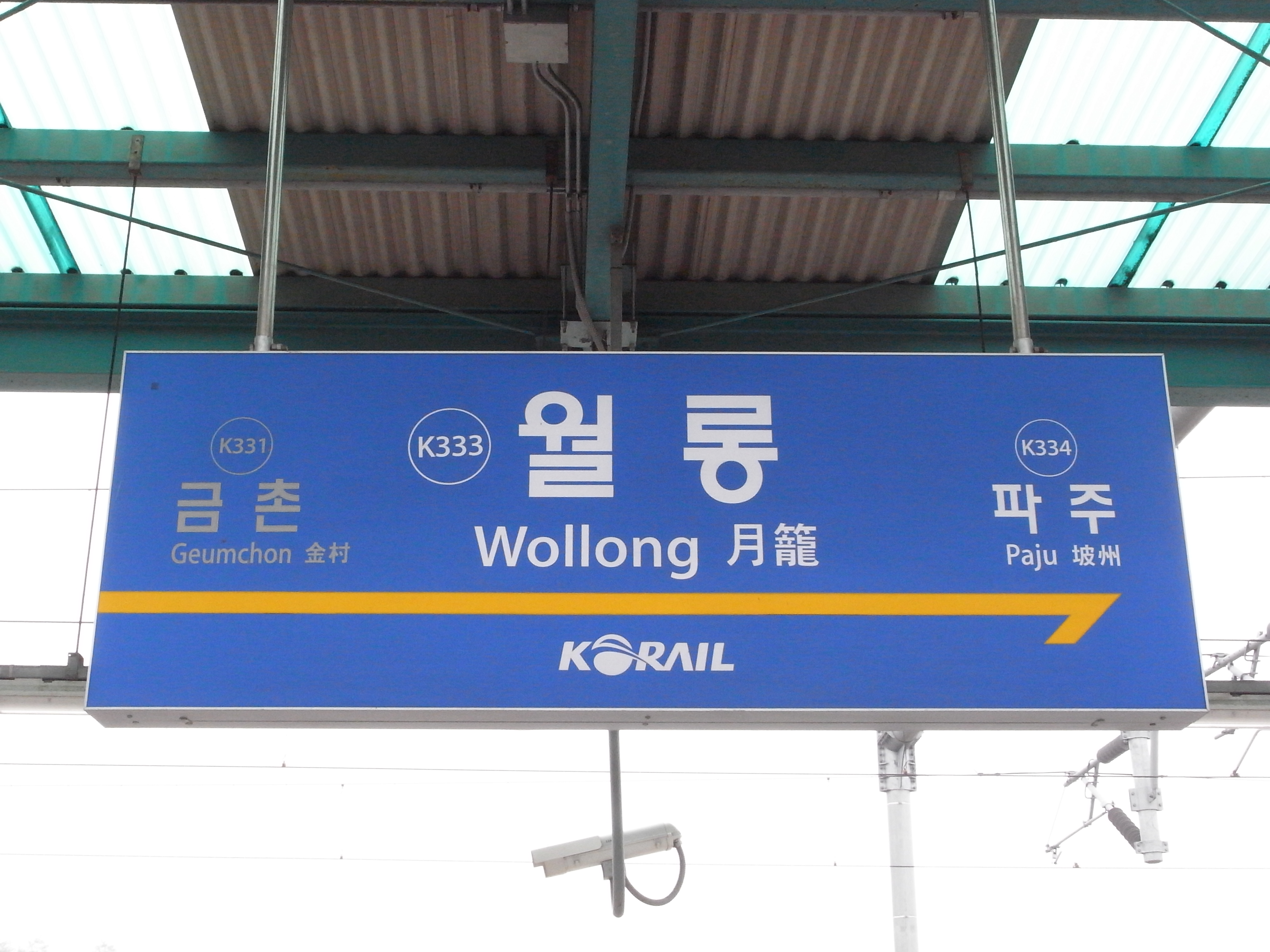
En 2010.

### Intermodalité
Des arrêts de bus sont situés à proximité.